# Marinella Soldi
Marinella Soldi (geboren am 4. November 1966 in Figline Valdarno) ist eine italienische Medienmanagerin.

## Leben
Marinella Soldi wurde 1966 in der Nähe von Florenz geboren. Als sie acht Jahre alt war, zogen ihre Eltern mit ihr nach London. Sie studierte Ökonomie an der London School of Economics und in Frankreich. Sie arbeitete einige Jahre bei der Beratungsfirma McKinsey und danach beim Musiksender MTV. Sie wurde Mutter und arbeitete mit dreißig Jahren in einer eigenen Personalberatungsfirma. Ab 2009 baute Soldi das italienische Geschäft des Medienunternehmens Discovery zum drittgrößten Fernsehsender Italiens auf und wurde danach Chefin des südeuropäischen Geschäfts von Discovery. 2018 übernahm sie die Leitung der Italienischen Vodafone Stiftung.
2015 wurde sie vom damaligen italienischen Ministerpräsidenten Matteo Renzi erfolglos für den Vorsitz der Rai vorgeschlagen. 2021 wurde sie auf Vorschlag von Ministerpräsident Mario Draghi zur Vorsitzenden der Rai gewählt.